# 多気山不動尊
多気山不動尊（たげさんふどうそん）は、栃木県宇都宮市の多気山腹（田下町563番地）にある真言宗智山派の寺院。

## 歴史
822年（弘仁13年）に尊鎮法師により創建された。馬頭観音が本尊であったが、1335年（建武2年）8月1日に宇都宮城主の藤原公綱により不動明王が本尊として氏家勝山城から遷座された。本尊の不動明王像は源頼光が949年（天暦3年）3月28日に円覚上人に制作を依頼し、吉野の山中において一刀三礼で作られた。
2004年（平成16年）10月30日から31日にかけてフェスタin大谷の会場の1つになり、志賀かう子のリーディングライブや野点が開かれた。